# Vivien Thomas
Vivien Theodore Thomas (New Iberia, 29 agosto 1910 – 26 novembre 1985) è stato un medico statunitense.
Assistente chirurgico afro-americano che ha sviluppato le procedure per il trattamento della sindrome del cosiddetto "morbo blu" infantile negli anni quaranta del XX secolo. È stato assistente del chirurgo Alfred Blalock negli esperimenti di quest'ultimo sugli animali di laboratorio all'Università Vanderbilt a Nashville (Tennessee) e in seguito all'Università Johns Hopkins a Baltimora (Maryland).
Senza avere ricevuto un'istruzione di livello universitario, Thomas crebbe tra povertà e razzismo, fino a diventare pioniere della chirurgia cardiaca e maestro di tecniche operatorie per molti dei più importanti chirurghi del Paese. Vivien Thomas è stato il primo afro-americano che, senza essere laureato, abbia effettuato un intervento a cuore aperto su un paziente bianco negli Stati Uniti d'America.

## La giovinezza
Thomas nacque in Louisiana, nella città di New Iberia, nipote di uno schiavo. Egli frequentò le scuole superiori a Nashville negli anni venti. Sebbene sottoposto a segregazione razziale, ricevette dalla scuola un discreto livello di istruzione.. Egli sperava di andare al college e diventare dottore, ma la Grande depressione mandò in fumo il suo progetto. Nell'estate del 1929 lavorò all'Università Fisk facendo il falegname, ma fu sospeso dal lavoro durante la recessione. In conseguenza del crollo della borsa nell'ottobre del 1929, Thomas lasciò in sospeso il suo progetto e, attraverso un amico, nel febbraio del 1930 si assicurò un lavoro come assistente di laboratorio del dottor Alfred Blalock all'Università Vanderbilt. Sebbene Blalock avesse assunto Thomas per pulire le gabbie e dare da mangiare ai cani da laboratorio usati per gli esperimenti chirurgici, egli scoprì le straordinarie doti di coordinamento occhio-mano sviluppate da Thomas durante il suo lavoro di falegname. Quando Blalock si rese conto che Thomas possedeva una mente altrettanto acuta, cominciò a fargli fare più lavoro di laboratorio e meno manutenzione. Thomas venne assunto e pagato come bidello, nonostante che dalla metà degli anni Trenta egli svolgesse nel laboratorio il lavoro di un ricercatore munito di post-dottorato. Prima di incontrare Blalock, Thomas aveva sposato Clara ed insieme ebbero due figlie. Quando le banche di Nashville fallirono, nove mesi dopo che egli aveva iniziato a lavorare con Blalock, e tutti i suoi risparmi andarono in fumo, Thomas abbandonò i suoi progetti per il college e la laurea in medicina, accontentandosi di avere comunque un lavoro, anche se poco pagato, durante il periodo della Grande depressione.

## I primi studi
Thomas e Alfred Blalock fecero delle ricerche fondamentali sulle cause degli shock emorragici e traumatici. Questo lavoro si sviluppò nelle indagini sulla sindrome da schiacciamento e salvò le vite di migliaia di soldati sui campi di battaglia della seconda guerra mondiale. Attraverso centinaia di impeccabili esperimenti i due sconfessarono le teorie tradizionali che sostenevano che lo shock fosse causato dalle tossine presenti nel sangue. Blalock, pensatore molto originale nell'ambito scientifico e per certi versi iconoclasta, aveva teorizzato che lo shock derivava dalla fuoriuscita del flusso sanguigno dalla sua sede e che tale condizione poteva essere trattata attraverso il ripristino di tale flusso. Assistito da Thomas, egli fu in grado di dare la prova incontrovertibile di tale teoria e in questo modo guadagnò una solida considerazione nella comunità medica a metà degli anni Trenta. Nello stesso tempo Blalock e Thomas iniziarono un lavoro sperimentale nel campo della chirurgia vascolare e chirurgia cardiaca, sfidando i limiti della medicina del tempo nel campo delle operazioni chirurgiche sul cuore. Fu questo lavoro che gettò le basi della rivoluzione chirurgica salvavita che essi crearono una decina d'anni dopo al Johns Hopkins Hospital.

## L'incarico alla Johns Hopkins

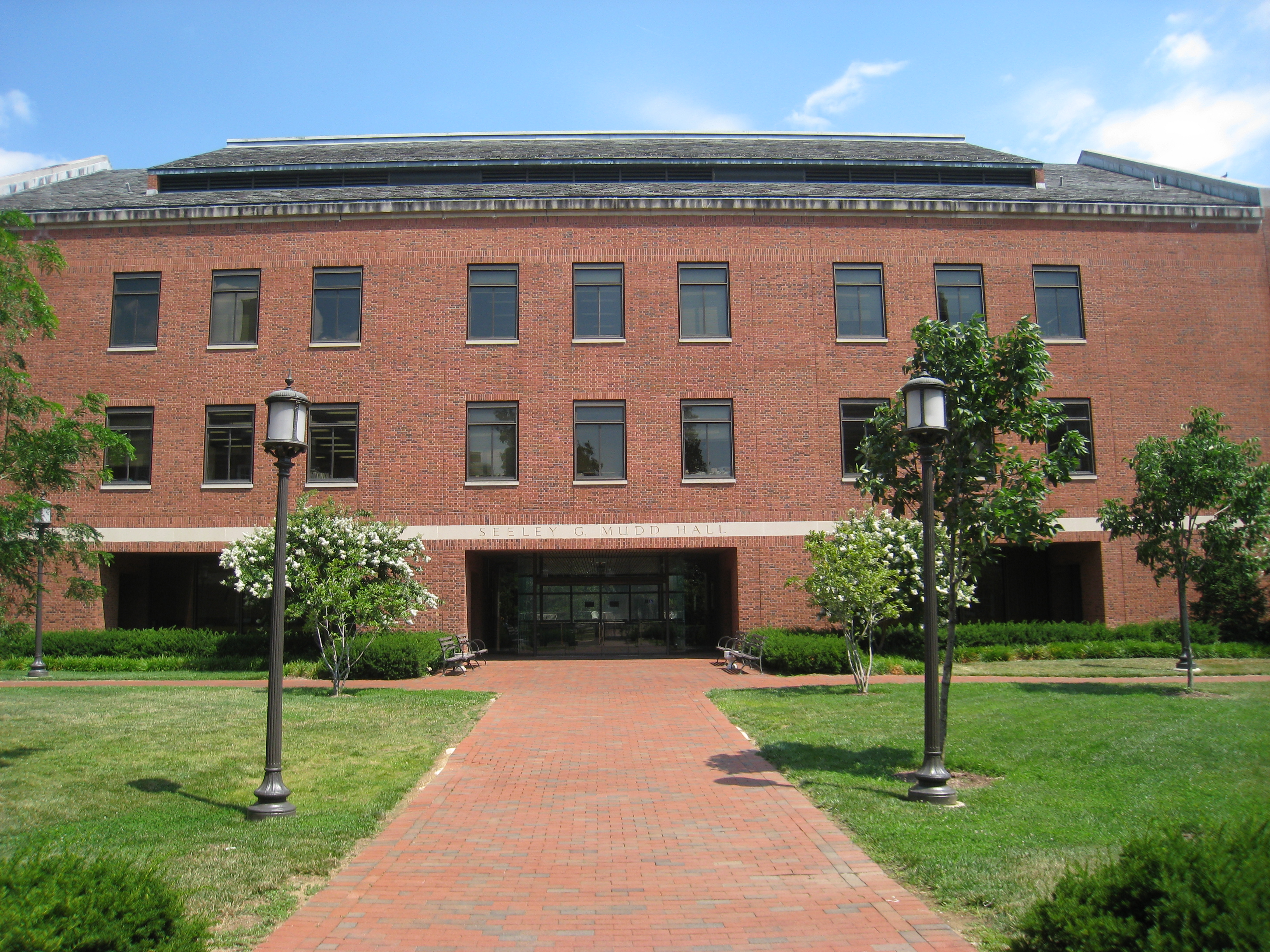
Mudd Hall, Johns Hopkins University, Baltimore, MD

A partire dal 1940, il lavoro che Blalock aveva fatto con Thomas lo pose all'avanguardia della chirurgia americana e quando gli fu offerta la posizione di primario di chirurgia nella sua università, la Johns Hopkins, nel 1941, egli avanzò la richiesta che anche Thomas lo seguisse. Thomas arrivò a Baltimora con la sua famiglia nel giugno di quell'anno, trovandosi in mezzo a una grave crisi degli alloggi e con un livello di razzismo peggiore di quello che aveva dovuto sopportare a Nashville. L'Università Johns Hopkins, come il resto di Baltimora, era fortemente segregazionista e i soli dipendenti neri di quella istituzione erano i bidelli. Quando Thomas camminava per i corridoi con il suo camice bianco da laboratorio, gli sguardi si giravano dall'altra parte.

## L'impatto con il "morbo blu"

Cuore affetto dalla Tetralogia di Fallot
A.stenosi polmonare
B. aorta
C.difetto del setto ventricolare (VSD)
D.ipertrofia ventricolare destra

Nel 1943, mentre stava svolgendo il suo lavoro sugli stati di shock, Blalock era stato avvicinato da una nota cardiologa pediatrica, la dottoressa Helen Taussig, che stava cercando una soluzione chirurgica per una complessa e fatale anomalia cardiaca infantile chiamata Tetralogia di Fallot (conosciuta anche come morbo blu, in quanto le varie anomalie del cuore inducevano nei bambini malati il colorito blu, o cianosi). Nei bambini nati con questo vizio cardiaco il sangue è respinto verso i polmoni, provocando di conseguenza carenza di ossigeno ed un colorito bluastro. Avendo curato molti pazienti affetti da questa patologia nel suo lavoro alla Johns Hopkins, la dottoressa Taussig era alla disperata ricerca di un rimedio chirurgico. Secondo quanto riportato da Thomas nella sua autobiografia del 1985 e in un'intervista rilasciata nel 1967 allo storico della medicina Peter Olch, la Taussig suggerì solo che poteva essere possibile riconnettere i collegamenti in qualche modo, per aumentare il livello del flusso di sangue verso i polmoni, ma non suggerì come questo poteva essere realizzato. Blalock e Thomas si resero conto immediatamente che la risposta si trovava in un procedimento che essi avevano messo a punto per un altro scopo durante il loro lavoro all'Università Vanderbilt, che riguardava l'anastomosi, o congiunzione, dell'arteria succlavia e quella polmonare, che aveva l'effetto di incrementare il flusso sanguigno verso i polmoni.
A Thomas venne assegnato l'incarico di ricreare prima in un cane le stesse condizioni di un bambino affetto da morbo blu, e poi di correggere tale condizione mediante l'anastomosi dell'arteria polmonare alla succlavia. Tra i cani operati da Thomas ce n'era uno di nome Anna, che divenne il primo essere a sopravvivere a lungo a questo tipo di intervento ed il solo animale ad avere il proprio ritratto appeso alle pareti della Johns Hopkins. In quasi due anni di attività di laboratorio, che comportarono il coinvolgimento di circa 200 cani, Thomas da ultimo fu in grado di replicare solo due dei quattro difetti cardiaci che riguardavano la Tetralogia di Fallot. Egli dimostrò che la procedura di correzione non era letale, convincendo così Blalock che l'operazione poteva essere tentata in sicurezza anche su un paziente umano. Poiché Thomas sapeva di non essere autorizzato a intervenire sui pazienti, egli rispettò ancora una volta le regole e si limitò ad assistere Blalock durante l'intervento.

## Il primo intervento su un essere umano
Il 29 novembre 1944 l'operazione fu provata per la prima volta su una bambina di diciotto mesi di nome Eileen Saxon. Il morbo blu aveva reso le sue labbra e le unghie delle sue dita blu, con il resto della sua pelle di un pallido colorito blu. La bambina poteva fare solo pochi passi prima di cominciare a respirare affannosamente. Poiché allora non esistevano strumenti per la chirurgia cardiaca, Thomas adattò gli aghi e le pinze per l'operazione partendo da quelli in uso nel laboratorio per gli animali. Durante l'intervento, come richiesto da Blalock, Thomas stette in piedi su uno sgabello alle spalle di Blalock e lo guidò passo passo, dato che Thomas aveva eseguito quell'operazione centinaia di volte su un cane e Blalock una volta sola, assistito da Thomas. L'intervento non riuscì perfettamente, tuttavia esso consentì di prolungare la vita della bambina ancora per parecchi mesi. Blalock e la sua squadra intervennero di nuovo su una bambina di undici anni, questa volta con pieno successo, e la paziente poté lasciare l'ospedale tre settimane dopo l'operazione. Successivamente essi intervennero su un bambino di sei anni, che straordinariamente recuperò il suo colorito alla fine dell'intervento. Queste tre operazioni furono alla base dell'articolo che fu pubblicato nel 1945 sul numero di maggio di JAMA (Journal of the American Medical Association), attribuendo il merito del successo a Blalock e Taussig. Thomas non fu nemmeno nominato.
L'Associated Press diffuse nel mondo la notizia di questa svolta epocale. I cinegiornali pubblicizzarono l'evento, accrescendo ulteriormente la fama della Johns Hopkins e consolidando la reputazione di Blalock, che era stato considerato fino a quel momento un "cane sciolto" dalla vecchia guardia della Hopkins. Il contributo di Thomas non venne riconosciuto, sia da parte di Blalock che da parte della Hopkins. Nel giro di un anno l'operazione, conosciuta come shunt di Blalock–Taussig, venne effettuata su più di duecento pazienti alla Hopkins, con i genitori che portavano i loro bambini malati da migliaia di chilometri di distanza.

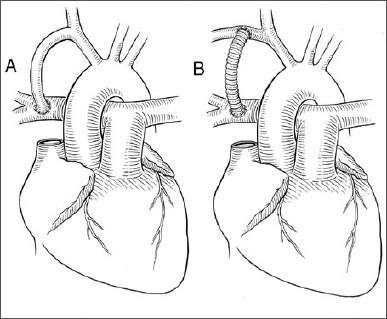
Rappresentazione schematica dell'anastomosi di Blalock-Taussig tra l'arteria succlavia destra e l'arteria polmonare destra. A/ anastomosi iniziale B/ anastomosi modificata.

Nel 1946 Thomas sviluppò una nuova tecnica chirurgica per migliorare la circolazione in quei pazienti nei quali i grossi vasi (l'aorta e l'arteria polmonare) erano trasposti. Un'operazione complessa, chiamata settostomia atriale, la cui esecuzione venne conclusa così perfettamente da Thomas che Blalock, dopo avere esaminato la praticamente invisibile linea di sutura, fu indotto a osservare: "Vivien, questo lavoro sembra fatto da Dio in persona". Per la schiera di giovani chirurghi che Thomas addestrò negli anni quaranta, egli divenne una figura leggendaria, un modello di abile ed efficiente medico chirurgo.
Nel 1989 il famoso chirurgo Denton Cooley dichiarò alla rivista  Washingtonian: "Anche se non aveste mai visto prima un intervento chirurgico, avreste dovuto farlo allora, perché Vivien lo faceva sembrare facilissimo. Quando operava non c'era nessun movimento sbagliato, nessuna mossa inutile". Chirurghi come Cooley, insieme con Alex Haller, Frank Spencer, Rowena Spencer e altri, accreditarono Thomas come il maestro che insegnò loro le tecniche chirurgiche che li lanciarono alla frontiera della medicina negli Stati Uniti. Malgrado il profondo rispetto attribuito a Thomas da questi chirurghi e da molti assistente di laboratorio di colore da lui formati alla Hopkins, egli non veniva adeguatamente retribuito. Qualche volta addirittura faceva ricorso al lavoro di barista, spesso alle feste organizzate da Blalock. Questo portò alla singolare circostanza per cui lui serviva da bere alle persone a cui la mattina aveva fatto da maestro. Alla fine, dopo le perorazioni di Blalock in suo favore, egli diventò l'assistente meglio pagato della Johns Hopkins a partire dal 1946 e di gran lunga il più pagato tra gli afro-americani di ruolo in quella università. Sebbene Thomas non abbia mai scritto o parlato in pubblico del suo incessante desiderio di tornare al college per ottenere la laurea in medicina, la sua vedova, la compianta Clara Flanders Thomas, rivelò in un'intervista del 1987, rilasciata alla scrittrice Katie McCabe per la rivista Washingtonian, che suo marito aveva continuato a coltivare la speranza di approfondire la sua specializzazione durante tutto il periodo dei bambini "dal morbo blu" e che aveva rinunciato all'idea solo con grande riluttanza. La signora Thomas dichiarò che nel 1947 suo marito aveva preso in considerazione l'idea di iscriversi al college e realizzare il suo sogno di diventare dottore, ma ne fu impedito dall'inflessibilità della Morgan State University, che si rifiutò di riconoscergli i crediti per i suoi anni di esperienza e pretendeva che egli conseguisse la preparazione standard come una normale matricola. Rendendosi conto che avrebbe avuto cinquant'anni al momento di terminare gli studi e conseguire la laurea, Thomas decise di rinunciare per sempre al suo sogno.

## I rapporti con il collega Blalock
L'atteggiamento di Blalock nei confronti del problema razziale che coinvolgeva Thomas fu complicato e contraddittorio nel corso dei 34 anni della loro collaborazione. Da una parte, egli difese la sua scelta di Thomas come collaboratore nei confronti dei suoi superiori alla Vanderbilt e dei suoi colleghi alla Hopkins, e insistette perché Thomas lo assistesse in sala operatoria durante la prima serie di operazioni di tetralogia di Fallot. Dall'altra parte, ci furono limiti nella sua tolleranza, specialmente in relazione alle retribuzioni, al riconoscimento accademico e alla loro interazione sociale al di fuori del lavoro.
Dopo la morte per cancro di Blalock nel 1964, all'età di 65 anni, Thomas rimase alla Hopkins per altri quindici anni. Nel suo ruolo di direttore dei Laboratori di Ricerca Chirurgica, egli istruì una quantità di assistenti di laboratorio afro-americani, come pure il primo medico cardiologo di colore della Hopkins, il dottor Levi Watkins Jr, che Thomas assisté nel suo pionieristico lavoro nell'uso del defibrillatore cardiaco impiantabile.
Il nipote di Thomas, Koco Eaton, laureato alla facoltà di medicina della Johns Hopkins, fu istruito da molti degli stessi medici che a sua volta suo zio aveva formato. Eaton si specializzò in ortopedia e diventò medico della squadra di baseball dei Tampa Bay Rays.

## Riconoscimenti istituzionali
Nel 1968, i chirurghi che Thomas aveva formato — che poi erano diventati direttori di vari dipartimenti di chirurgia in America — commissionarono il suo ritratto (un olio su tela, eseguito da Bob Gee nel 1969, ora negli archivi medici della Alan Mason Chesney della Johns Hopkins) e lo fecero appendere vicino a quello di Blalock nell'ingresso dell'edificio di Scienze Cliniche intitolato ad Alfred Blalock.
Nel 1976 l'università Johns Hopkins onorò Thomas con il conferimento di una laurea. Tuttavia, a causa di inevitabili limitazioni, egli ricevette un dottorato ad honorem in legge, piuttosto che in medicina, ma questo autorizzò il personale e gli studenti dell'ospedale e della scuola di medicina della Johns Hopkins a chiamarlo dottore. Thomas fu anche nominato istruttore di chirurgia nella facoltà di medicina della Johns Hopkins.

## Notorietà e pubblicazioni
In seguito al suo ritiro dalla vita professionale nel 1979, Thomas cominciò a scrivere la sua autobiografia, Partners of the Heart: Vivien Thomas and his Work with Alfred Blalock. Egli morì il 26 novembre 1985 a causa di un cancro al pancreas, all'età di 75 anni, e il suo libro venne pubblicato appena pochi giorni dopo. Essendo venuta a conoscenza della vicenda di Thomas nel giorno della sua morte, la giornalista della rivista Washingtonian Katie McCabe fece conoscere la sua storia all'opinione pubblica per la prima volta in un articolo del 1989 intitolato Like something the Lord made, che nel 1990 vinse il premio nazionale della stampa e ispirò il regista Andrea Kalin per la realizzazione del documentario della PBS intitolato Partners of the Heart, che fu trasmesso dalla stessa PBS nel 2003 nell'ambito del programma American Experience e vinse il premio Erik Barnow dell'Organizzazione degli Storici Americani (OAH) per il miglior documentario storico nel 2004. L'articolo della McCabe, portato a Hollywood dal dentista Irving Sorkin, di Washington, formò la base per il film Something the Lord made, (titolo della versione italiana Medici per la vita) vincitore del premio Emmy nel 2004.
L'eredità di Thomas come maestro e scienziato è continuata con l'istituzione del Premio Vivien Thomas al Giovane Ricercatore, assegnato dal Comitato di Chirurgia Vascolare e Anestesiologia a partire dal 1996.
Nel 1993 la Fondazione del Comitato dei Neri del Congresso ha istituito la ''Borsa di studio Vivien Thomas'' per le Scienze Mediche e la Ricerca, sponsorizzata dalla casa farmaceutica GlaxoSmithKline. Alla fine del 2004 il Plesso Scolastico pubblico di Baltimora ha aperto l'Accademia di Arti mediche Vivien Thomas e il 29 gennaio 2008 la "MedStar Health" ha presentato per la prima volta il programma "Rx for success" all'Accademia, unendo il curriculum convenzionale con un corso di specializzazione orientato alla professione. Nei saloni della scuola è appesa una replica del ritratto di Thomas commissionato nel 1968 dai suoi allievi di chirurgia. Il Giornale dei Resoconti dei casi di Chirurgia (JSCR) nel gennaio 2010 ha annunciato che i premi annuali per il miglior resoconto di un'operazione scritto da un medico e per il miglior caso descritto da uno studente di medicina sarebbero stati intitolati al nome di Thomas.